# Anisotacrus popofensis
Anisotacrus popofensis är en stekelart som först beskrevs av William Harris Ashmead 1902.  Anisotacrus popofensis ingår i släktet Anisotacrus och familjen brokparasitsteklar. Inga underarter finns listade i Catalogue of Life.